# Sankt Eliyo Hadbshabo syrisk-ortodoxa kyrka, Västerås
Sankt Eliyo Hadbshabo syrisk-ortodoxa kyrka är en kyrka i området Önsta-Gryta i Västerås.

## Historik

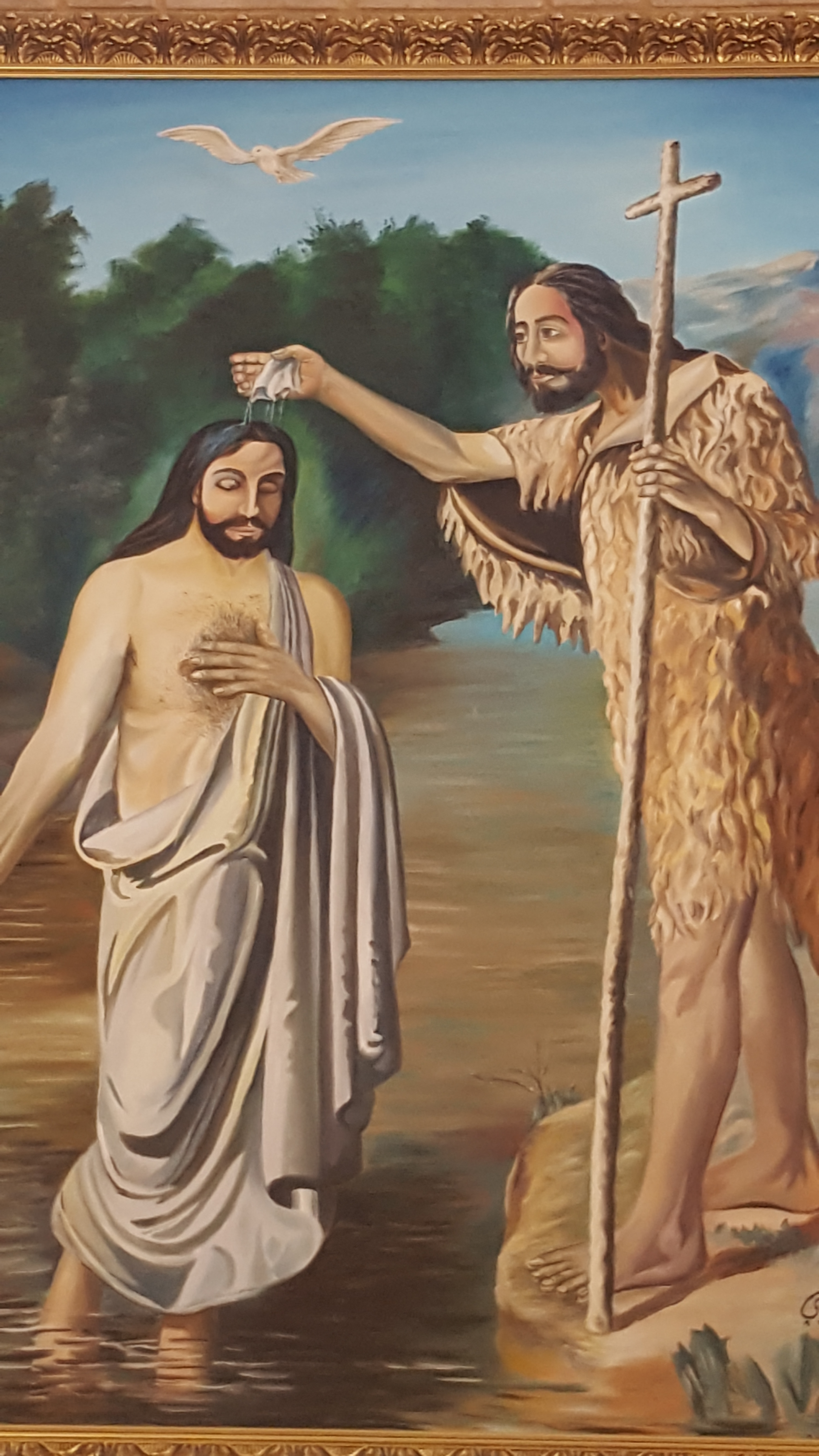
Oljemålning föreställande Johannes Döparen som döper Jesus

Kyrkobyggnaden invigdes år 1984 som Önsta kyrka. När Önsta församling flyttade till den nybyggda Önsta Gryta kyrka år 2007 flyttade den syrisk-ortodoxa församlingen (vilka tidigare hållit till i lokaler i Bäckby) in i byggnaden.

## Interiör

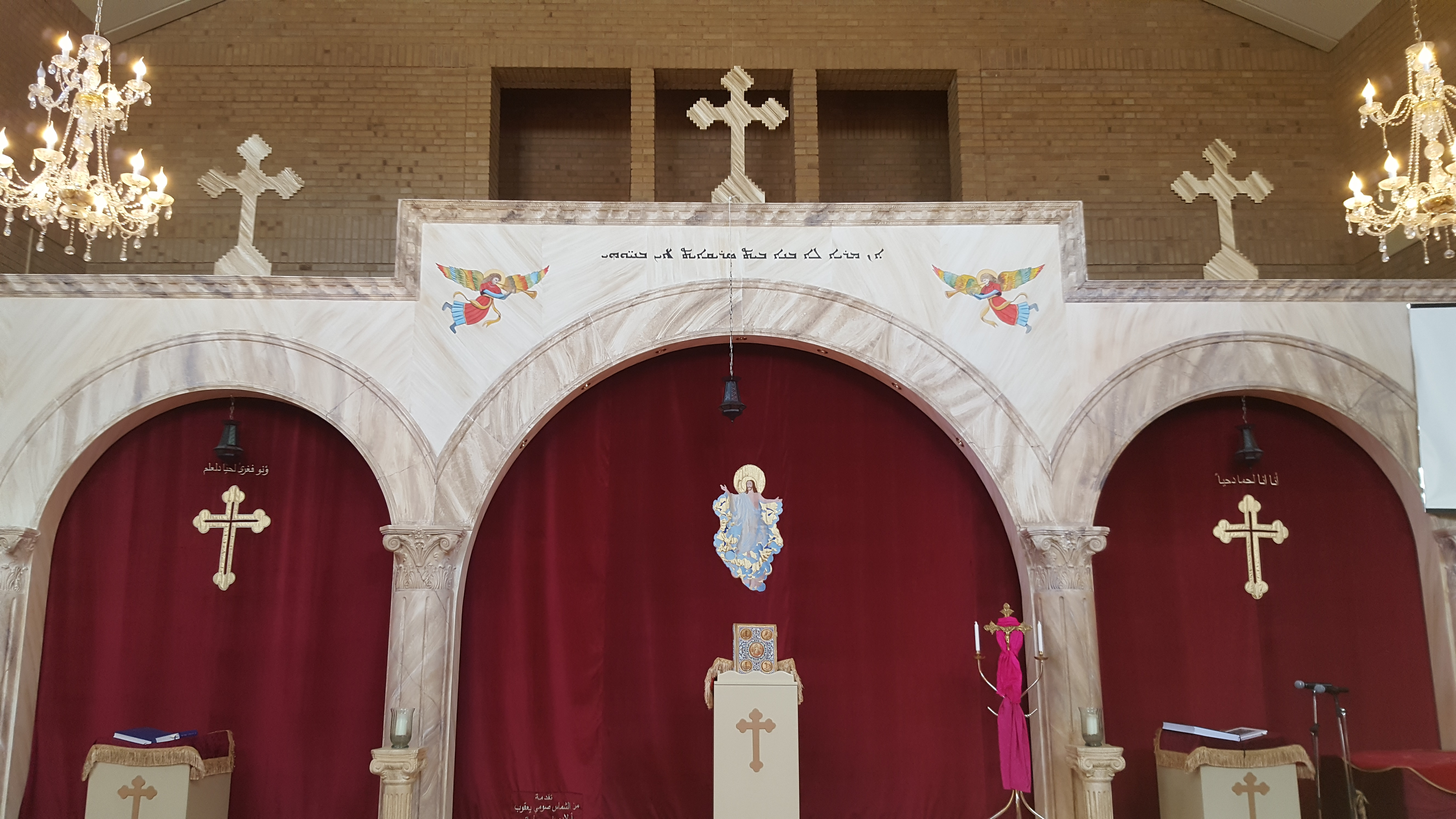
Predikstolarna i kyrkan

Innanför kyrkporten ligger en stor vestibul, där själva kyrkorummet ligger in genom en dörr till höger. Runtom på de teglade väggarna inne i själva kyrkorummet finns ett 20-tal oljemålningar med religiösa motiv; bland dessa en målning föreställande Johannes Döparen som döper Jesus. Längst fram finns tre predikstolar; bakom dessa hänger röda skynken ner.